# Saint-Hilaire-du-Harcouët
Saint-Hilaire-du-Harcouët è un comune francese di 4 308 abitanti situato nel dipartimento della Manica nella regione della Normandia.

## Società

### Evoluzione demografica
Abitanti censiti

## Amministrazione

### Gemellaggi
- Zierikzee[2]